# 玉木濬夫
玉木 濬夫（たまき えいふ、1939年7月24日 - ）は、日本の編集技師。

## 主な編集作品

### 映画
- くの一忍法 観音開き （1976年）
- 戦後猟奇犯罪史 （1976年）
- 徳川女刑罰絵巻 牛裂きの刑 （1976年）
- 毒婦お伝と首斬り浅 （1977年）
- ピラニア軍団 ダボシャツの天 （1977年）
- らしゃめん （1977年）
- 地獄 （1979年）
- 瀬降り物語 （1985年）
- 夢千代日記 （1985年）
- 二代目はクリスチャン （1985年）
- 最後の博徒 （1985年）
- 道 （1986年）
- 夜汽車 （1987年）
- 恐怖のヤッちゃん （1987年）
- 将軍家光の乱心 激突 （1989年）
- 激動の1750日 （1990年）
- 流転の海 （1990年）
- 新・極道の妻たち （1991年）
- 極道戦争 武闘派 （1991年）
- 新・極道の妻たち 覚悟しいや （1993年）
- 民暴の帝王 （1993年）
- 首領を殺った男 （1994年）
- 東雲楼 女の乱 （1994年）
- 藏 （1995年）
- 極道の妻たち 危険な賭け （1996年）
- 流れ板七人 （1997年）

### テレビドラマ
- 隼人が来る （1972年 - 1973年、フジテレビ / 東映）[1]
- 暴れん坊将軍シリーズ （テレビ朝日 / 東映）
  - 吉宗評判記 暴れん坊将軍（通称：I）（1979年 - 1980年）
  - 暴れん坊将軍II（1983年 - 1987年）
- Wの悲劇（1986年、フジテレビ / 近藤照男プロダクション）
- 織田信長（1989年1月1日、東映 / TBS）
- 風雲!真田幸村（1989年、テレビ東京 / 東映）
- 八百八町夢日記 第2シリーズ SP-1「みちのく忠臣蔵」（1991年10月8日、日本テレビ / ユニオン映画）

## 受賞歴
- 1988年 第11回日本アカデミー賞：優秀編集賞『恐怖のヤッちゃん』『夜汽車』[2]
- 1996年 第19回日本アカデミー賞：優秀編集賞『藏』[3]